# Nikolai Tolstoy

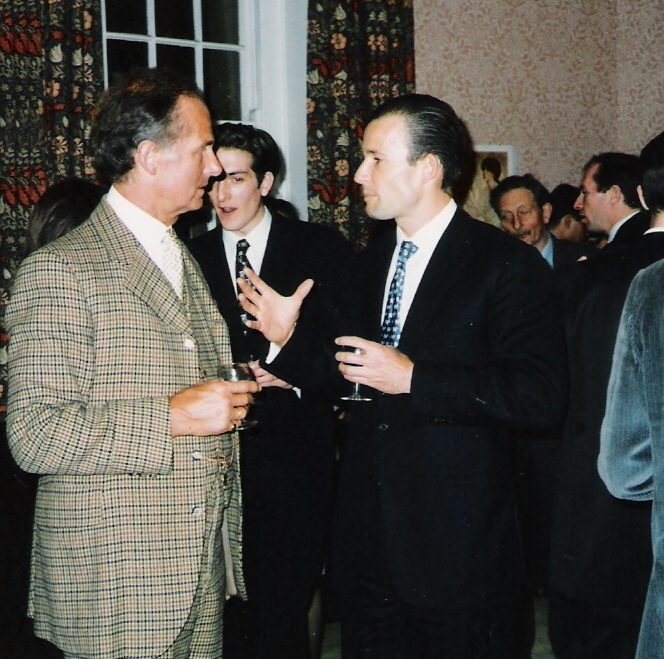
Nikolai Tolstoy (l.) und Kiril Sakskoburggotski

Nikolai Dmitrijewitsch Tolstoi-Miloslawski (russisch Николай Дмитриевич Толстой-Милославский; * 23. Juni 1935) ist ein russisch-englischer Historiker und Autor, der unter dem Namen Nikolai Tolstoy publiziert.

## Familiärer Hintergrund
Nikolai Tolstoys Urgroßvater war Pawel Tolstoi-Miloslavski, Kammerherr des letzten russischen Zaren Nikolaus II. Der Zar hatte zugesagt, ihn wegen seiner Verdienste zum Grafen zu erheben, was aber wegen des Ersten Weltkriegs verschoben wurde. Später verlieh ihm Großfürst Kyrill als neues Oberhaupt der Familie Romanow den Grafentitel, mit Zustimmung von Maria Fjodorowna, der Mutter des letzten Zaren, und dessen Schwestern Xenia und Olga.
Der Vater von Tolstoy, Graf Dimitri Tolstoi, floh 1920 aus Russland und ließ sich in England nieder. Er wurde Anwalt und später zum Queen’s Counsel ernannt. Nikolai Tolstoy ist als Nachfahre von Iwan Andrejewitsch Tolstoi (1644–1713) Oberhaupt der älteren Linie der Familie Tolstoi. Er ist entfernt mit dem Autor Leo Tolstoi (1828–1910) verwandt, der von Pjotr Tolstoi abstammt, einem jüngeren Bruder von Iwan Tolstoi.
Die Eltern von Nikolai Tolstoy trennten sich 1940, und seine Mutter heiratete den bekannten Autor Patrick O’Brian. Der Mutter war jeglicher Kontakt zu ihren Kindern gerichtlich verboten, da sie den Vater verlassen hatte. Tolstoy traf seine Mutter wie auch O’Brian erst 1955 wieder und verstand sich gut mit beiden in den folgenden Jahren. Nach O’Brians Tod im Jahre 2000 erbte er dessen großes Vermögen.
Graf Tolstoy hat sowohl die britische als auch die russische Staatsbürgerschaft.

## Jugend und Ausbildung
Nikolai Tolstoy wurde in England geboren und erhielt seine Ausbildung am Wellington College in Berkshire, der Royal Military Academy Sandhurst und am Trinity College in Dublin. Über sein Aufwachsen in England schrieb er:

„Wie viele tausend andere Russen in diesem Jahrhundert auch wurde ich in einem anderen Land geboren und wuchs dort auf, und es war mir erst in späteren Jahren möglich, das Land meiner Ahnen zu betreten. Trotzdem war es eine sehr russische Erziehung, die mir mein ungewöhnliches Erbe einprägte. Ich wurde in einer Russisch-Orthodoxen Kirche getauft und besuchte die dortigen Gottesdienste. Abends betete ich das russische Vaterunser und ging auf Feiern, wo kleine russische Jungen und Mädchen eine Mischung von Sprachen benutzten, und ich fühlte mich in Benehmen und Temperament anders als meine englischen Freunde. Ich glaube, ich war stark beeinflusst von den schwermütigen und sinnträchtigen russischen Wohnungen, in denen meine Eltern, die eigentlich sehr charmant und exzentrisch waren, umgeben von Relikten jenes rätselhaften, entfernten Landes der Wölfe, Bojaren und verschneiten Schneewäldern von Iwan Bilibins berühmten Illustrationen russischer Märchen lebten  – Ikonen, Ostereier, Bilder Zar und Zarin, Familienfotos und Emigranten-Zeitungen. Irgendwo gab es ein reales Russland, zu dem wir alle gehörten, aber es war hinter entfernten Meeren und Lichtjahre entfernt.“

## Literarisches Schaffen
Tolstoy publizierte eine Reihe von Büchern über keltische Mythologie, wie Auf der Suche nach Merlin – Mythos und geschichtliche Wahrheit  und einen Roman über König Artus, The Coming of the King. 1979 wurde er zum Fellow der Royal Society of Literature gewählt.
Nikolai Tolstoy schrieb auch über den Zweiten Weltkrieg und seine direkten Folgen. 1977 verfasste er das Sachbuch Die Verratenen von Jalta – Englands Schuld vor der Geschichte, in dem das britische Militär für die Überstellung von sowjetischen Bürgern an Stalins Behörden, unter Verletzungen der Genfer Konventionen, verantwortlich gemacht werden. 1986 veröffentlichte er The Minister and the Massacres, in dem er das britische Militär, allen voran Harold Macmillan und Toby Low, 1. Baron Aldington, für das Massaker von Bleiburg mitverantwortlich machte. Das Buch wurde zunächst allgemein gelobt, aber es gab auch Kritik, wie etwa vom offiziellen Biografen Macmillans, Alistair Horne. Weiter warf der schottische Autor Ian Mitchell Tolstoy dessen unbegründete Behauptung vor, Macmillan sei ein heimlicher Agent des NKVD gewesen. Christopher Booker, der anfänglich ebenfalls an eine Mitschuld Macmillans geglaubt hatte, wies Tolstoy in einem eigenen Buch zahlreiche Verdrehungen nach; auch habe Tolstoy in seinem Buch Zeugenaussagen verwendet, die Ereignisse vierzig Jahre früher beschreiben würden.

## Kontroversen
Als Historiker, der sich mit der Zwangsrepatriierung sowjetischer Bürger und anderer Menschen während und nach dem Zweiten Weltkrieg beschäftigt hatte, wurde Tolstoy von der Verteidigung von John Demjanjuk als Sachverständiger bei dessen Prozess in Israel berufen. In einem Brief an den Daily Telegraph (21. April 1988) schrieb Tolstoy, dass der Prozess sowie dessen juristische Durchführung “at the most vital principles of natural justice” (dt. „die wesentlichen Prinzipien natürlicher Gerechtigkeit“) verletze. Er kritisierte, dass den Zuschauern, die mit Bussen gebracht worden waren, von Richter Dov Levin erlaubt wurde, zu buhen und zu zischen. Tolstoy nannte Levins Prozessführung “an appalling travesty of every principle of equity” (dt. „eine widerwärtige Parodie jeglichen Prinzips von Fairness“) und dass das Verfahren “a show trial in every sense of the word” (dt. „ein Schauprozess im wahrsten Sinne des Wortes“) sei, mit einer Regie wie im Theater. Als sich letztlich herausstellte, dass Demjanjuk fälschlich identifiziert worden war, wurde die gegen ihn ergangene Todesstrafe aufgehoben.
1989 strengte Lord Aldington, ein früherer britischer Offizier, späterer Vorsitzender der Conservative Party und Aufsichtsratsvorsitzender des Versicherungsunternehmens Sun Alliance eine Verleumdungsklage an, weil Tolstoy ihn der Kriegsverbrechen beschuldigt und diese Anschuldigungen von einem Mann namens Nigel Watts, der Streit mit der Versicherung hatte, in Broschüren übernommen worden waren. Obwohl Tolstoy nicht die eigentliche Zielscheibe der Klage war, fühlte er sich Nigel Watts verbunden und trat dem Verfahren als Beklagter bei. Er verlor und wurde zu einer Zahlung von zwei Millionen Pfund verurteilt. Später stellte sich heraus, dass die Regierung während des Prozesses wichtige Dokumente zurückgehalten hatte. Bei einer Anhörung des High Court of Justice, bei der Öffentlichkeit und Presse ausgeschlossen waren, wurde Tolstoys Berufung zurückgewiesen.
Im Juli 1995 urteilte der Europäische Gerichtshof für Menschenrechte einstimmig, dass das Urteil Tolstoys Rechte in Bezug auf Artikel 10 der Europäischen Menschenrechtskonvention („Recht auf freie Meinungsäußerung“) verletzt habe, was sich aber lediglich auf die Höhe des Schadensersatzes bezog. Zu Lebzeiten von Lord Aldington weigerte sich Tolstoy, an diesen zu zahlen; er leistete die erste Zahlung in Höhe von 57.000 Pfund zwei Tage nach dessen Tod. Kurz zuvor hatte er von seinem Stiefvater Patrick O’Brian ein Vermögen geerbt.

## Weitere Aktivitäten
Nikolay Tolstoy ist überzeugter Monarchist und als solcher Kanzler der International Monarchist League. Auch war er Vorsitzender der in London ansässigen Monarchist League of Russia. Er ist einer der Gründungsmitglieder des Komitees des jährlich in London stattfindenden War and Peace Ball, bei dem Spenden für Wohltätigkeitsprojekte für weiße Russen gesammelt werden. Im Oktober 1987 wurde er vom United States Industrial Council Educational Foundation wegen seiner „mutigen Suche nach der Wahrheit über die Opfer von Totalitarismus und Betrug“ mit dem International Freedom Award ausgezeichnet. 1993 wurde er vom Ataman Krutow von den Moskauer Kosaken zum Essaul (Kapitän) ernannt. 1996 erhielt er im Rahmen einer Militär-Zeremonie zur Erinnerung an die Invasion der Deutschen während des Zweiten Weltkriegs einen Ehrensäbel und wurde zum Ehrenkosaken ernannt.
Tolstoy war ein Mitglied der ersten Stunde der United Kingdom Independence Party, einer rechtsliberalen Partei, die den Austritt Großbritanniens aus der EU verlangt. Mehrfach kandidierte er erfolglos als Kandidat dieser Partei für das britische Parlament.

## Familie
Nikolai Tolstoy ist verheiratet mit Georgina. Das Paar hat vier Kinder:
- Alexandra ist mit dem russischen Milliardär Sergei Pugatschow liiert und hat mit ihm drei Kinder.[15][16]
- Anastasia
- Dmitri
- Xenia, seit 2010 Ehefrau von Lord Buckhurst, ältester Sohn und Erbe von Earl de la Warr[17]

## Publikationen
- The Founding of Evil Hold School. W. H. Allen, London 1968, ISBN 0-491-00371-4.
- Night of the Long Knives (= Ballantine's Illustrated History of the Violent Century. Politics in Action. Bd. 7). Ballantine, New York NY 1972, ISBN 0-345-02787-6.
- Victims of Yalta. Hodder and Stoughton, London u. a. 1977, ISBN 0-340-19388-3 (In den USA veröffentlicht als: The Secret Betrayal. Charles Scribner’s Sons, New York NY 1977, ISBN 0-684-15635-0; In deutscher Sprache: Die Verratenen von Jalta. Englands Schuld vor der Geschichte. Langen-Müller, München u. a. 1978, ISBN 3-7844-1719-1; Nachdruck: Victims of Yalta. The Secret Betrayal of the Allies, 1944–1947. 1st Pegasus Books cloth edition. Pegasus Books, New York, 2012, ISBN 978-1-60598-362-2 (mit neuem Vorwort und Beschreibung des Prozesses mit Lord Aldington)).
- The Half-Mad Lord. Thomas Pitt, 2nd Baron Camelford (1775–1804). Cape, London 1978, ISBN 0-224-01664-4.
- Stalin's Secret War. Cape, London 1981, ISBN 0-224-01665-2.
- The Tolstoys. 24 Generations of Russian History. 1353–1983. Hamilton, London 1983, ISBN 0-241-10979-5 (In deutscher Sprache: Das Haus Tolstoi. 24 Generationen russischer Geschichte (1353–1983). Deutsche Verlags-Anstalt, 1985, ISBN 3-421-06287-0).
- The Quest for Merlin. Hamish Hamilton, London 1985, ISBN 0-241-11356-3 (In deutscher Sprache: Auf der Suche nach Merlin. Mythos und geschichtliche Wahrheit. Diederichs, Köln 1987, ISBN 3-424-00903-2).
- The Minister and the Massacres. Century Hutchinson, London u. a. 1986, ISBN 0-09-164010-5.
- The Coming of the King. Being the first Part of the Book of Merlin, or Myrddin, from the Yellow Book of Meifod. Bantam Press, u. a. London 1988, ISBN 0-593-01312-3.
- Patrick O’Brian. The Making of the Novelist. Century, London 2004, ISBN 0-7126-7025-4.
- The Application of International Law to Forced Repatriation from Austria in 1945. In: Stefan Karner, Erich Reiter, Gerald Schöpfer (Hrsg.): Kalter Krieg. Beiträge zur Ost-West-Konfrontation 1945 bis 1990 (= Unserer Zeit Geschichte. Bd. 5). Leykam, Graz 2002, ISBN 3-7011-7432-6, S. 131–153.
- Geoffrey of Monmouth and the Merlin Legend. In: Arthurian Literature. Bd. 25, 2008, ISSN 0261-9946, S. 1–43.
- The Mysterious Fate of the Cossack Atamans. In: Harald Stadler, Rolf Steininger, Karl C. Berger (Hrsg.): Die Kosaken im Ersten und Zweiten Weltkrieg (= Nearchos. Archäologisch-militärhistorische Forschungen. Bd. 3). StudienVerlag, Innsbruck u. a. 2008, ISBN 978-3-7065-4623-2, S. 151–167.
- When and where was Armes Prydein Composed? In: Studia Celtica. Bd. 42, Nr. 1, 2008, ISSN 0081-6353, S. 145–149.
- The Oldest British Prose Literature. The Compilation of the Four Branches of the Mabinogi. Mellen, Lewiston NY u. a. 2009, ISBN 978-0-7734-4710-3.
- Cadell and the Cadelling of Powys. In: Studia Celtica. Bd. 46, Nr. 1, 2012, S. 59–83.
- Tolstoy steuerte mehrere Kapitel zu der in Moskau veröffentlichten History of the Twentieth Century bei, ein vorgeschriebenes Lehrbuch für alle weiterführenden russischen Schulen
- Stalin`s Vengeance. Academic Press, Washington-London, 2021, ISBN 978-1-68053-880-9